# Bradford Township (Illinois)
Pour les articles homonymes, voir Bradford Township.
Bradford Township est un township du comté de Lee dans l'Illinois, aux États-Unis,.

## Source de la traduction
- (en) Cet article est partiellement ou en totalité issu de l’article de Wikipédia en anglais intitulé « Bradford Township, Lee County, Illinois » (voir la liste des auteurs).